# NGC 1353
NGC 1353 é uma galáxia {{{typ}}} localizada na direcção da constelação de Eridanus. Possui uma declinação de -20° 49' 08" e uma ascensão recta de 3 horas, 32 minutos e 03,1 segundos.
A galáxia NGC 1353 foi descoberta em 9 de Dezembro de 1784 por William Herschel.